# 李九齡
李九齡（?—?），洛陽人（今屬河南），宋朝政治人物。
乾德二年（964年）進士第三名，嘗爲蓬州蓬池令。開寶六年（973年）與盧多遜、扈蒙、李穆等同修《舊五代史》，次年閏十月甲子日完竣。有詩集一卷，已佚。